# Castelo Branco
Castelo Branco là một huyện thuộc tỉnh Castelo Branco, Bồ Đào Nha. Huyện này có diện tích 1439 km², dân số thời điểm năm 2001 là 55708 người.
Thành phố Castelo Branco lầy tên từ khu định cư có tường thành có tên gọi Castra Leuca, nằm trên đồi Colina da Cardosa. Khu định cư phát triển quanh sườn đồi.